# 佐藤修平
佐藤 修平（さとう しゅうへい、1995年8月24日 - ）は、朝日放送テレビ（ABCテレビ）所属のアナウンサー。

## 経歴
秋田県大仙市の出身で、実兄は元・秋田テレビアナウンサーの佐藤征潤。自身は、秋田県立秋田高等学校から早稲田大学文学部へ進学すると、在学中に時漕艇（ボート）部へ所属していた。ボート競技でのポジションはコックス（舵手）で、大学時代には早慶レガッタや全国大会で活躍。大学2年生だった2015年には、第93回全日本選手権大会・男子舵手付きペアの部で優勝した。
「ひとつひとつの言葉に感情を込めて伝えること」をモットーに、漕手に指示を出すコックスとしてチームメイトを支えた経験から、スポーツアナウンサーを志望。大学生時代には、漕艇部のチームメイトから（「熱い男」というニュアンスで）「ファイア」というニックネームを付けられる一方で、テレビ朝日アスクでアナウンス技術の研鑽を積んでいた。
大学卒業後の2018年4月1日付で、アナウンサーとして朝日放送テレビへ入社した。朝日放送グループホールディングスの下で同日から同社のテレビ放送部門やアナウンス関連部門を承継した朝日放送テレビの新卒採用1期生で、アナウンサーとしては唯一の採用者でもある。
朝日放送テレビへの入社後は、朝日放送グループホールディングスのラジオ放送部門を承継した朝日放送ラジオ制作の番組にも出演。2018年6月27日には、『おはようパーソナリティ道上洋三です』で番組初出演、10・11時台の『ABCニュース』（『ドッキリ!ハッキリ!三代澤康司です』への内包分）も担当した。
朝日放送テレビ制作の番組には、2018年6月27日放送分の『おはよう朝日です』でデビュー。同年7月4日から2019年3月29日までは、当時放送されていた「人気mono サキヨミEnter!」の水曜日でキャスターを務めた。朝日放送グループに新卒扱いで入社したアナウンサーが、新人研修期間の終了直後からレギュラーで番組に出演する事例は、旧朝日放送の設立（1951年）当初を除けば佐藤が初めてである。さらに、第100回全国高等学校野球選手権記念大会の期間中には、『速報!甲子園への道』関西ローカルパートのリポーターや、朝日放送テレビが制作する本大会中継のスタンドリポーター（「燃えろ!ねったまアルプス」）も担当している。
入社2年目の2019年からは、スポーツアナウンサーとしても活動。8月8日には、第101回全国高等学校野球選手権大会2回戦・明徳義塾対藤蔭戦の、ラジオ中継で実況デビュー。プロ野球中継でも、同年9月10日の阪神タイガース対東京ヤクルトスワローズ戦（阪神甲子園球場）から、『ABCフレッシュアップベースボール』（朝日放送ラジオ）阪神戦中継のベンチリポートを担当。2020年9月下旬からは、阪神やオリックス・バファローズの公式戦中継の実況も担当。
2020年10月7日放送分の『おはよう朝日です』で、7歳年上の女性との結婚を発表。2021年度（2021年3月31日から2022年3月30日までの期間）には、スポーツアナウンサーとしての活動を続けながら、『キャスト』（2019年4月から火曜日のロケコーナーを担当してきた朝日放送テレビ平日夕方の報道・情報番組）の水 - 金曜日でサブキャスターを務めていた。『キャスト』の後継番組として2022年4月4日から放送される『news おかえり』でも、水・木曜日にフィールドキャスターを担当しているが、6月下旬以降はテレビ・ラジオとも番組やスポーツ中継への出演を見合わせていた。2022年9月の最終週から、ラジオの定時ニュースを皮切りに番組への出演を再開。

## 出演

### 現在

#### テレビ
- ABC NEWS（不定期で担当）
- スーパーベースボール
  - 2020年から阪神タイガース戦の中継でベンチリポートを担当していたが、2022年のシーズン途中から出演していない。
- 阪神タイガース春季沖縄キャンプ中継（スカイ・エー、2020年 - ） - 実況を担当。
- Jフットニスタ（2021年 - ）  - ナレーションを担当。

#### ラジオ
- ABCニュース（不定期で担当）
- ABCフレッシュアップベースボール（2019年9月 - ） 
  - 2020年9月中旬までは、ベンチリポート専任で出演していた。メインカードである阪神タイガースの公式戦中継では、同月22日に横浜DeNAベイスターズの中継（阪神甲子園球場）で実況デビュー。
  - 『キャスト』のキャスターを担当していた2021年には、実況・ベンチリポートの担当曜日などを制限。公式サイトやポスターでは2022年以降も「実況アナウンサー」として紹介されているが、実際には同年のシーズン途中（7月）から出演していなかった。
  - 2024年度からはオリックス・バファローズ戦（裏送りまたは予備カード）を中心に担当を再開している。
- ラジオで虎バン!
  - 2021年度まで「タイガースヘッドライン」（阪神タイガース関連のニュース・取材報告コーナー）を随時担当していたが、2022年度には出演の機会がなかった。

- 全国高校野球選手権大会中継 - 2018年にテレビ中継で「燃えろ!ねったまアルプス」のリポーター、2019年からはラジオ中継で実況を担当しており、2022年以降はテレビ・ラジオ中継とも出演していないかったが、2024年からテレビ・ラジオ中継で実況を再び担当している。
  - 新型コロナウイルスへの感染拡大の影響で第92回選抜高等学校野球大会・第102回全国高等学校野球選手権大会が中止された2020年には、2020年甲子園高校野球交流試合（第92回選抜大会への出場が内定していた全32校による招待試合）において、8月11日の創成館対平田戦でテレビ中継（朝日放送グループとBS朝日で中継）で実況デビューを果たしていた。

過去

#### テレビ
- おはよう朝日です（2018年7月4日 - 2021年3月24日）
  - 2019年3月までは「人気mono サキヨミEnter!」の水曜分、同年4月から2020年9月までは「アナの目ピックアップ」の金曜分でキャスターを担当していた。放送枠の拡大によって2部構成へ移行した2020年10月改編から、水曜日第2部のスポーツキャスター兼サブアナウンサーへ異動。異動初日（同月7日）の放送中に結婚を発表した。
- 速報!甲子園への道（2018年） - 関西ローカルパートのリポーター。
- これが YAKUZEN ～プロも驚く！追立流カンタン薬膳料理～（2019年4月 - 12月、毎週木曜日23:15 - 23:22） - ナレーター。
- キャスト（2019年4月 - 2022年3月30日） 
  - 2019年度に火曜日で「いまこのパンが香ばしい」、2020年度に木曜日で「絶対にハズさへん〇〇　ランキンBOO」のリポーターを担当した後に、番組としての最終年度に当たる2021年度に水 - 金曜日のサブキャスターを務めた。
- news おかえり（2022年4月7日 - ） 
  - スポーツアナウンサーとしての活動と並行しながら、フィールドキャスターとして「おかえり機動班中継」へ出演。2023年3月30日までは水・木曜日のみ、翌週（4月3日）以降は月曜日にも担当している。ただし、理由や事情は不明だが、同年にも6月下旬から8月上旬まで出演を見合わせていた。

#### ラジオ
- 佐藤修平のとっておき情報（2019年4月2日 - 2021年3月25日、毎週火 - 金曜日17:10 - 17:15） -  テレビ・ラジオのレギュラーでは初めての冠番組（前任は小西陸斗）。
- 伊藤史隆のラジオノオト（ナイターオフ期間限定番組） - 「虎バンアナウンサー」として、2019年度のみ18時台の「スポーツヘッドライン」へ出演。
- Monday! SPORTS - JAM（2020年10月12日 - 2021年9月20日、ナビゲーター）
  - 基本として北條瑛祐・福井治人（いずれも先輩のスポーツアナウンサー）と交互に担当していたが、3人揃って出演することもあった。